# Namacodon schinzianum
Namacodon schinzianum là một loài thực vật thuộc họ Campanulaceae. Đây là loài đặc hữu của Namibia. Môi trường sống tự nhiên của chúng là vùng nhiều đá.